# Marian Kozaczka
Marian Kozaczka (ur. w 1956) – polski historyk, profesor doktor habilitowany.

## Życiorys
Profesor nauk humanistycznych, specjalizuje się w historii gospodarczej Polski i świata, w polityce gospodarczej i regionalnej, w finansach publicznych, w ekonomii innowacji. Jest autorem licznych artykułów naukowych opublikowanych w kraju i za granicą, uczestniczył w wielu konferencjach krajowych i zagranicznych. Tytuł naukowy profesora otrzymał w 2014 r. Od 2018 roku zatrudniony w Instytucie Prawa Ekonomii i Administracji Uniwersytetu Komisji Edukacji Narodowej w Krakowie. 

## Publikacje książkowe
- Historia Powszechna 1918-1945. Wybór tekstów źródłowych (1990)
- Położenie ludności wiejskiej powiatu tarnowskiego w latach 1867-1939 (1991)
- Gospodarka ordynacji rodowych w Polsce 1918-1939 (1996)
- Historia Polski 1945-1989. Wybór tekstów źródłowych (2000)
- Poczet Ordynatów Zamoyskich (2002)
- Ordynacja Zamojska 1919-1945 (2003)
- Poczet Ordynatów Zamoyskich. Wyd. II (2004)
- Specjalne strefy ekonomiczne w Polsce 1995-2007 (2007)
- Specjalne strefy ekonomiczne w Polsce 1995-2007. Wyd. II (2008)
- Poczet Ordynatów Zamoyskich. Wyd. III (2009)
- Miasta województwa podkarpackiego w procesie zmian systemowych (red., 2009)
- Przedsiębiorstwo XXI wieku. Szanse i zagrożenia. T. I (red., 2010)
- Miasta Polski na początku XXI wieku. Społeczeństwo-Gospodarka-Rozwój (red., 2011)
- Gospodarka Polski w latach 1989-2009 (2012)
- Specjalne strefy ekonomiczne w Polsce 2008-2014 (2015)
- Miasta Polski na początku XXI wieku. Społeczeństwo-Gospodarka-Rozwój, T. III (red., 2016)
- Polskie specjalne strefy ekonomiczne w latach 2015-2019 (2021)
- Teoria i praktyka przedsiębiorczości (red., 2022)
- Gospodarka Polski w latach 2016-2023 (2024)